# Ptilopachus petrosus
La pernice delle rocce o pernice sassicola (Ptilopachus petrosus (Gmelin, 1789)) è una delle due specie del genere Ptilopachus.

## Descrizione
Entrambi i sessi di pernice delle rocce presentano il contorno degli occhi arancione e una colorazione marrone cioccolato con poche macchie panna più grosse e frequenti nel capo e assenti sulla coda che è di colore marrone intenso. I maschi hanno il ventre e la parte inferiore del petto di colore arancio-crema, le femmine invece crema chiaro. Questi uccelli presentano un raro caso di dimorfismo sessuale poiché gli esemplari femmina presenta una cresta più lunga e appariscente dei maschi.
Le femmine depongono uova rosa pallido tendente al crema, i pulcini sono color cioccolato e completano la muta in poche settimane. È stato osservato che il maschio ha un ruolo fondamentale, almeno in cattività, nella cova e nello svezzamento dei piccoli.

## Distribuzione e habitat
La pernice delle rocce vive nella macchia e in aree leggermente boschive ricche di rocce del Kenya, Etiopia e del Gambia. Dal 2000 si è iniziati ad importare questa specie in Europa e Stati Uniti come uccello da voliera per zoo ed appassionati.

## Tassonomia
Non è chiaro se questa specie vada collocata nei odontoforide o nei fasianide; è tuttavia certa la collocazione tassonomica nel genere Ptilopachus, del quale è stata, ed è ancora da molti tassonomi, considerata l'unica specie rappresentata anche se esisto prove genetiche che legano questa specie alla pernice di Nahan il cui profilo tassonomico è ancora più incerto.

### Sottospecie
La specie comprende quattro sottospecie riconosciute:
- P. p. brehmi (Neumann, 1908)
- P. p. fiorentiae (Ogilvie-Grant, 1900)
- P. p. major (Neumann, 1908) - Pernice delle rocce abissina; residente nelle aree rocciose dell'Etiopia nordoccidentale.
- P. p. petrosus (Gmelin, 1789)